# Nenašša

Zentralanatolien während der kārum-Zeit

Nenašša (hethitisch: URUne-na-aš-ša) war eine hethitische Stadt in der Provinz Turmitta.

## Geschichte
Nenašša wird als Ninaša  zuerst in altassyrischen Urkunden aus Kültepe genannt. Von dort aus konnte es über Wašḫania erreicht werden, wobei zwei Brücken überquert werden mussten.
Nenašša wurde von König Labarna erobert, zusammen mit den Städten Ḫubišna, Tuwanuwa, Landa, Zallara, Purušḫanda und Lušna. Unter Ḫattušili I. rebellierte die Stadt, ergab sich aber, als der König gegen sie zog, worauf der König weiter gegen Ullama zog. Zur Zeit von Tudḫaliya II. wurde Nenašša  von Kaskäern angegriffen.

## Lage
Nenašša wird oft zusammen mit den Städten  Tuwanuwa und Ḫubišna genannt, die im Unteren Land lagen. Diese drei Städte mussten auch am  zwölften Tag des nuntarriyašḫaš-Festes das Kultmahl in der Stadt Ḫarranašši bereitstellen. Zudem lag es nahe bei der Stadt Ullama. Möglicherweise kann Nenašša mit dem antiken Ort Nanessos identifiziert werden, der möglicherweise beim heutigen Ort Nenizi,  36 km östlich von Aksaray, lag. Der Altorientalist Carlo Corti schlägt dagegen eine Gleichsetzung mit dem Siedlungshügel Büklükale vor.

## Kulte
Zu den bekannten Gottheiten von Nenašša gehörten der Wettergott von Nenašša, Lušiti  und der Fluss Maraššanda (Kızılırmak).